# Naravni rezervat Šulgan-Taš
Naravni rezervat Šulgan-Taš (baškirsko Шүлгәнташ, rusko Шульган-Таш заповедник) je ruski »zapovednik« (strogi naravni rezervat) v zahodnem vznožju južnega Urala. Teren je težka gozdna in kraška topografija. Lokacija vsebuje nekatere najstarejše človeške bivalne jame (na primer Kapovo jamo). V rezervatu je 13 redno zaposlenih bortnikov - izvajalcev starodavnega čebelarstva - gojenja divjih čebel v votlih drevesih. Rezervat leži v okrožju Burzjanski v Baškortostanu. To je približno 40 km jugovzhodno od okrožnega mesta Starosubhangulovo. Leta 2012 je bil rezervat dodan Unescovemu biosfernemu rezervatu Baškirski Ural, zlasti zaradi zaščite čebele Burzjuan, ki jo že od antičnih časov gojijo lokalni Baškirji.

## Topografija
Teren rezervata Šulgan-Taš sestavljajo nizko ležeče predgorje (100 - 300 metrski grebeni, razčlenjeni z dolinami rek in potokov); skupni razpon nadmorske višine v rezervatu je 240 – 700 metrov. Pokritost je več kot 90 % mešanica iglavcev in listavcev; preostanek so majhni sektorji gorskih step in travnikov. Na zahodu in jugu je narodni park Baškirija , Šulgan-Taš pa vključuje Entimološki rezervat Altin-Solok. Skozi rezervat tečeta reki Nuguš in Belaja.
Najbolj znana apnenčasta jama v rezervatu je "Šulgan-Taš (Kapova)", ki je znana po raziskovanju (več kot 3 km dvoran in galerij), več kot 200 starodavnih jamskih poslikavah (datiranih v 14-17 stoletje pr. n. št.) in kot etnografsko najdišče, pomembno za lokalne Baškirje. Na slikah so mamuti, konji, geometrijske oblike, kompleksni liki in antropomorfne figure. V notranjosti jame je podzemna reka ("Šulgan").

## Podnebje n ekoregija
Šulgan-Taš je v ekoregiji vzhodnoevropski gozdni stepi, prehodnem območju med širokolistnimi gozdovi na severu in travniki na jugu. Za to ekoregijo je značilen mozaik gozdov, step in rečnih mokrišč.
Podnebje Šulgan-Taša je vlažno celinsko podnebje, toplo poletje (Köppnova podnebna klasifikacija Dfb). Za to podnebje so značilne velike temperaturne spremembe, tako dnevne kot sezonske, z blagimi poletji in mrzlimi, snežnimi zimami.

## Rastlinstvo in živalstvo
Šulgan-Taš je na stičišču listnatih gozdov (vzhodni rob lipe, hrasta, bresta in javorja, na južnih pobočjih nekaj hrasta) in svetlih iglavcev tajge (večinoma bora). Znanstveniki v rezervatu so zabeležili 877 vrst višjih rastlin, 184 vrst mahov, 233 vrst lišajev, 117 vrst gob in 202 vrst alg in cianobakterij. Od višjih rastlin je približno 10 % endemičnih, od tega 10 vrst reliktnih smrek in lip.
Živali so tiste, ki so značilne za gorsko-gozdno stičišče evropskih gozdov (npr. miši), predstavniki sibirskih gozdov (zajec itd.). Navadni veliki sesalci so los, medved, lisica in kuna. Znanstveniki v rezervatu so zabeležili 60 vrst sesalcev.
Glavna skrb rezervata je zaščititi genski sklad čebel pred križanjem z zunanjimi čebelami. (Uvoz čebel je prepovedan). Ker udomačene čebelje družine zunaj rezervata trpijo zaradi vzreje in drugih motenj, lahko rezervat Šulgan-Taš nudi klasično storitev rezervata, izvoz čebel za krepitev zunanjih staležev.

## Ekoizobraževanje in dostop
Rezervat Šulgan-Taš je eden od ruskih zapovednikov z relativno razvitimi turističnimi zmogljivostmi; vsako leto obišče več kot 36.000 turistov. Obstaja jamski muzej, čebelarski muzej, opremljeno igrišče, parkirišče, čebelnjak, opazovalne ploščadi, bar in trgovina s spominki (prodaja divjega medu). V rezervatu potekajo številne ekoturistične poti, večinoma pohodniške poti do opazovalnih mest, jame in čebelarskega mesta. Glavna pisarna je v vasi Irgizly. 